# Athyrium tashiroi
Athyrium tashiroi är en majbräkenväxtart som beskrevs av Tag. Athyrium tashiroi ingår i släktet Athyrium och familjen Athyriaceae. Inga underarter finns listade.